# Dalia Sofer
Dalia Sofer (Teheran, 1972) è una scrittrice iraniana naturalizzata statunitense.

## Biografia
Nel 1982, all'età di dieci anni, si è trasferita con la famiglia negli Stati Uniti. Vive a New York, dove ha preso un master di scrittura creativa. Il suo primo libro, "The Septembers of Shiraz"  (“La città delle rose”, in Italia edito da Piemme), è stato classificato tra i 100 libri più importanti del 2007 dal New York Times.

## La città delle rose
Il libro si ispira alle emozioni di Dalia e parla di una famiglia iraniana dopo la rivoluzione khomeinista. Il padre di famiglia Isaac Amin è in carcere perché sospetto al regime, la moglie Farnaz vive di ricordi del marito, come Parviz che pensa al padre dall'America (l'avevano mandato a studiare a New York). La figlia più piccola, Shirin, ruba al padre dell'amica Leila (un guardiano della rivoluzione) i fascicoli di uomini destinati ad essere uccisi, salvando la loro vita.